# Георги Петрунов
Георги Петрунов е професор по социология в катедра „Икономическа социология“ на УНСС.
Декан на Общоикономически факултет на УНСС от 2023 година. Член на Академичния съвет на Университет за национално и световно стопанство. Ръководител на катедра "Икономическа социология" на УНСС. 
Автор на повече от 90 научни публикации, включително в издания на Sage, Springer, Cambridge University Press. От тях четири самостоятелни монографии. Редица студии и статии в списания с най-висок ранг Q1 и Q2 в Scopus и Web of Science в областта на социология и социални науки.
Забелязани над 450 цитирания (без автоцитирания), включително в публикации на Европейска комисия, ООН – UNDOC, Световна банка и водещи световни социолози в списания като Annual Review of Sociology, British Journal of Sociology, British Journal of Criminology, Deviant Behavior, в книги, публикувани от Routledge, Sage, Springer, Edward Elgar, Palgrave Macmillan и други.
Ръководител на повече от десет проекта и участник в над 25 проекта, финансирани по различни национални и международни програми. Вкюлчително ръководство на съвместен фундаментален научен проект между УНСС и Софийски университет "Св. Климент Охридски". 
Научен ръководител на девет докторанти и на десетки дипломанти.
Председател на Управителния съвет (2017 – 2018 г.) и на Контролния съвет (2018 - 2024 г.) на Българска социологическа асоциация.